# Fredrik Fryxell
Fredrik Fryxell, född 8 mars 1724 i Väse prästgård, död 30 september 1805, var en svensk historisk samlare. Han var son till Elof Fryksell och farbror till Axel Fryxell.
Fryxell ingick 1750 som extraordinarie kammarskrivare och revisor i Krigskollegii husesynskontor, blev kopist samma år och kammarskrivare 1752. Sex år senare utnämndes han till kamrer vid prästeståndets änke- och pupillkassa, vilken plats han senare byte mot kamrerarbefattningen vid Trollhätte slussbyggnad.
Fryxell var en flitig historieforskare och hopbragte storartade samlingar, särskilt sådana rörande Värmlands historia. Hans handskrifter finns delvis i Kungliga biblioteket. Hans egna tryckta arbeten är däremot få och består mestadels av uppsatser och berättelser i Svenska Mercurius, Svenska Magazinet och andra liknande skrifter.